# 이중혁
이중혁(1991년 9월 28일 ~ )은 대한민국의 전직 히어로즈 오브 더 스톰 프로게이머이다. 프로게임단 지도자로도 활동했다. 선수 시절 포지션은 지원가이며 아이디는 Sake를 사용했다.

## 선수 시절
2015년, Gen.G 히어로즈 오브 스톤 프로게임단에 입단하면서 프로 커리어를 시작했다. 선수 시절 우승 18회, 준우승 8회를 기록했다.
2018년 12월 21일, 선수에서 은퇴했다. 은퇴 후 히오스 명예의 전당에 등재되었다.

## 지도자 생활
2020시즌을 앞두고 한화생명 e스포츠의 리그 오브 레전드 팀 코치로 부임했다. 2020시즌 종료 후 코치직에서 물러났다.

## 수상 경력

### 히어로즈 오브 더 스톰

#### 2015년
- 히어로즈 오브 더 스톰 팀 리그 준우승
- 넥서스컵 캘타스 시즌 3위
- 히어로즈 오브 더 스톰 커뮤니티 오픈 토너먼트 시즌 1 우승
- IEM 시즌 10 선전 우승
- 마이크로 스타 인터내셔널 마스터즈 게이밍 아레나 2015 우승
- 핫식스 히어로즈 오브 더 스톰 슈퍼리그 준우승
- 월드 사이버 아레나 2015 우승
- 기가바이트 히어로즈 커뮤니티 오픈 토너먼트 시즌 2 우승

#### 2016년
- 히어로즈 오브 더 스톰 슈퍼리그 2016 시즌 1 우승
- 기가바이트배 히어로즈 오브 더 스톰 파워리그 시즌 1 우승
- 히어로즈 오브 더 스톰 2016 스프링 글로벌 챔피언십 우승
- 골드시리즈 히어로 프로리그 2016 스프링 우승
- 핫식스 히어로즈 오브 더 스톰 슈퍼리그 2016 시즌 2 준우승
- 히어로즈 오브 더 스톰 2016 서머 글로벌 챔피언십 준우승
- 핫식스 히어로즈 오브 더 스톰 슈퍼리그 2016 시즌 3 준우승
- 히어로즈 오브 더 스톰 2016 폴 글로벌 챔피언십 4강
- 2016 골드 클럽 월드 챔피언십 3위

#### 2017년
- 2017 히어로즈 글로벌 챔피언십 이스턴 클래시 페이즈 2 준우승
- 2017 히어로즈 오브 더 스톰 글로벌 챔피언십 코리아 페이즈 2 우승
- 2017 히어로즈 오브 더 스톰 글로벌 챔피언십 파이널 우승
- 2017 골드 클럽 월드 챔피언십 우승

#### 2018년
- 2018 이스턴 클래시 타이페이 준우승
- 2018 히어로즈 오브 더 스톰 글로벌 챔피언십 코리아 페이즈 1 우승
- 2018 미드 시즌 브롤 우승
- 2018 이스턴 클래시 인천 우승
- 히어로즈 오브 더 스톰 글로벌 챔피언십 코리아 페이즈 2 우승
- 2018 히어로즈 오브 더 스톰 글로벌 챔피언십 파이널 우승